# Harold Norman Moldenke
Harold Norman Moldenke (Watchung, 11 de marzo de 1909 – Corvallis, 7 de enero de 1996) fue un botánico y taxónomo estadounidense.

## Vida
Moldenke nació en Watchung (Nueva Jersey), hijo de Charles E. y Sophia Heins. Obtuvo su título de grado en la universidad Susquehanna en 1929 y su M.A. y doctorado (Ph.D.) en Botánica taxonómica en la Columbia University en 1934.
Se especializó mayormente en Verbenaceae, Avicenniaceae, Stilbaceae, Dicrastylidaceae, Symphoremataceae, Nyctanthaceae (=Oleaceae) y Eriocaulaceae.
Publicó manuales de botánica sobre esas familias. Redactó el tomo de Eriocaulaceae, Avicenniaceae (=Acanthaceae) y Verbenaceae de "Flora of Texas" (Vol. 3, pt. 1).
En 1929, Moldenke comenzó su carrera en el Jardín Botánico de Nueva York (NYBG) como ayudante de investigación y asistente a tiempo parcial. Fue conservador-ayudante (1932-1937) y asociado (1937-1948) bajo las órdenes de Henry Allan Gleason. En 1949 fue nombrado Conservador y Administrador del Herbarium. Fue miembro de la Graduate Faculty, Departamento de Botánica en la universidad de Columbia de 1936 a 1942 y de 1946 a 1952. Dictó cursos en el Jardín botánico de Nueva York en sistemática para jardineros.
En 1933 funda la revista botánica "Phytologia".

## Algunas publicaciones
- Moldenke, HN. 1934. Monograph of the genus Aegiphila. A thesis. Brittonia 1 (5/6): 245-250
- Moldenke, HN. 1939.  Teesdalia nudicaulis in America
- Moldenke, HN. 1941. A list of the observed flora of Watchung, N.J., & its immediate vicinity: Supplement one
- Moldenke, HN. 1942. The known geographic distribution of the members of the Verbenaceae and Avicenniaceae. Ed. Moldenke. 104 pp.
- Moldenke, HN. 1947. An alphabetic list of invalid and incorrect scientific names proposed in the Verbenaceae, Avicenniaceae, Stilbaceae, & Symphoremaceae, including variations in spelling & accredition. Ed. HN Moldenke. 30 pp.
- Moldenke, HN. 1953. Camouflage in nature (Nature program). Ed. Nelson Doubleday
- Moldenke, HN. 1953.  Forces in nature (Nature program). Ed. N. Doubleday. 64 pp.

### Libros
- 1980. A sixth summary of the Verbenaceae, Avicenniaceae, Stilbaceae, Chloanthaceae, Symphoremaceae, Nyctanthaceae & Eriocaulaceae of the world as to valid ... & synonymy (Phytologia memoirs). Ed. HN Moldenke & AL Moldenke. 629 pp.
- 1952. Moldenke, HN; AL Moldenke. "Plants of the Bible". Ed. Ronald, P. 364 pp. ISBN 0-8260-6170-2
- 1958. Plants of the Bible, (Chronica botanica). Ed. Ronald Press Co. 328 pp.
- 1949. "American Wild Flowers, (New illustrated naturalist)". Ed. Van Nostrand

## Honores

### Eponimia
Géneros
- (Amaryllidaceae) Moldenkea Traub[2]

- (Eriocaulaceae) Moldenkeanthus Morat[3]

Especies
- (Asteraceae) Antillanthus moldenkei (Greenm. & Alain) B.Nord.[4]

- (Lamiaceae) Callicarpa moldenkeana A.Rajendran & P.Daniel[5]

- (Verbenaceae) Chascanum moldenkei (J.B.Gillett) Sebsebe & Verdc.[6]

- La abreviatura «Mold. o Moldenke» se emplea para indicar a Harold Norman Moldenke como autoridad en la descripción y clasificación científica de los vegetales.[7]

## Fuente
Jones E. 1996. Obituaries: Harold Norman Moldenke 1909-1996
Bulletin of the Torrey Botanical Club, 123, 258